# Charles W. Morgan

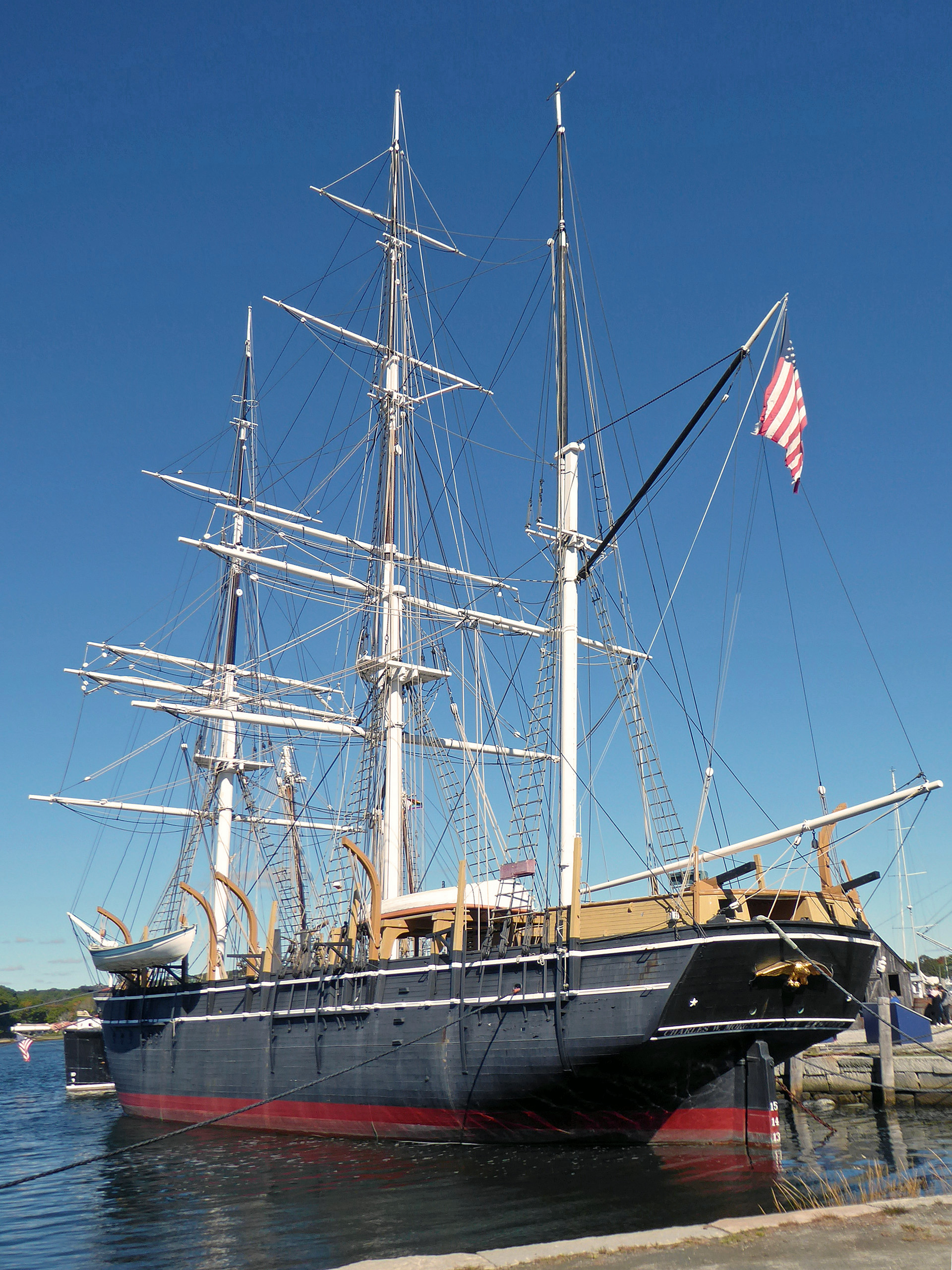
Charles W. Morgan in Mystic

Die Charles W. Morgan ist ein hölzernes Walfangsegelschiff und das einzig erhaltene seiner Art in der Welt. Zur Zeit seines Baus gab es mehr als 730 Schiffe dieser Art.
Am 21. Juli 1841 lief das Vollschiff auf der Werft von Jethro & Zachariah Hillman nach einer Konstruktion von Jethro Hillmann in New Bedford im US-Bundesstaat Massachusetts vom Stapel. Es wurde nach dem Quäker und Kaufmann Charles Waln Morgan, ihrem Haupteigner, benannt. Das Schiff hatte einen Holzrumpf, das Unterwasserschiff war gegen Wurmfraß und Bewuchs mit Kupferplatten abgedeckt. Der Bug hatte einen recht steilen Vordersteven von 75° mit kleinem Galion und Krulle (Volute). Das Heck war als Plattgatt ausgeführt. Ein goldener Adler schmückt es, darunter steht der Schiffsname und der Heimathafen in goldenen Lettern. Kapitän Landers ließ 1864 an seine komfortable Kajüte einen Raum mit Doppelbett als Schlafgemach herrichten, da er stets in Begleitung seiner Frau fuhr. Das Bett war so gearbeitet, dass es die Schiffsbewegungen ausglich. Sein Nachfolger baute mittschiffs eine Unterkunft für seine Frau, die an der Seekrankheit litt.
Am 6. September 1841 begann die Jungfernfahrt des Walfängers via Kap Hoorn in den Pazifik. Nach nicht ganz dreieinhalb Jahren kehrte der Segler in den Heimathafen New Bedford zurück, beladen mit 2.400 Barrel (381.552 l) Walöl und 1,09 t (2.400 lbs) Walknochen mit einem Gesamtwert von 56.068 Dollar, womit die Baukosten abgedeckt waren. 1863 wurde die Firma J. & W. R. Wing aus New Bedford die betreibende Reederei. 1867 wurde das Schiff aus Kostengründen zur Bark umgeriggt, neu vermessen und neu registriert. In ihren 80 Dienstjahren wurde sie von 21 Kapitänen auf 37 Reisen geführt, die von neun Monaten bis über fünf Jahre dauerten, und beschäftigte mehr als 1000 Mann der verschiedensten Nationalitäten als Walfänger, Walkocher und Seeleute. Alle ihre Mannschaften (30–35 Mann pro Reise) fingen mehr Wale als die irgendeines anderen Walfangschiffes seiner Art (insgesamt: 54.483 Barrel (8.661.707 l) Öl und 69,37 Tonnen Knochen). Ihr Einsatzgebiet war außer dem Pazifik der Indische Ozean und der Südatlantik. Von der 14. bis zur 30. Reise (1888–1904) war sie in San Francisco beheimatet, danach wieder in New Bedford. Sie überstand schwere Schneestürme, Treibeis und einen Kannibalenangriff im Südpazifik. Infolge des Niedergangs der Walfangindustrie, zuvor eines der bedeutendsten Industriezweige in Neuengland bis Anfang des 20. Jahrhunderts, wurde sie am 28. Mai 1921 aufgelegt.

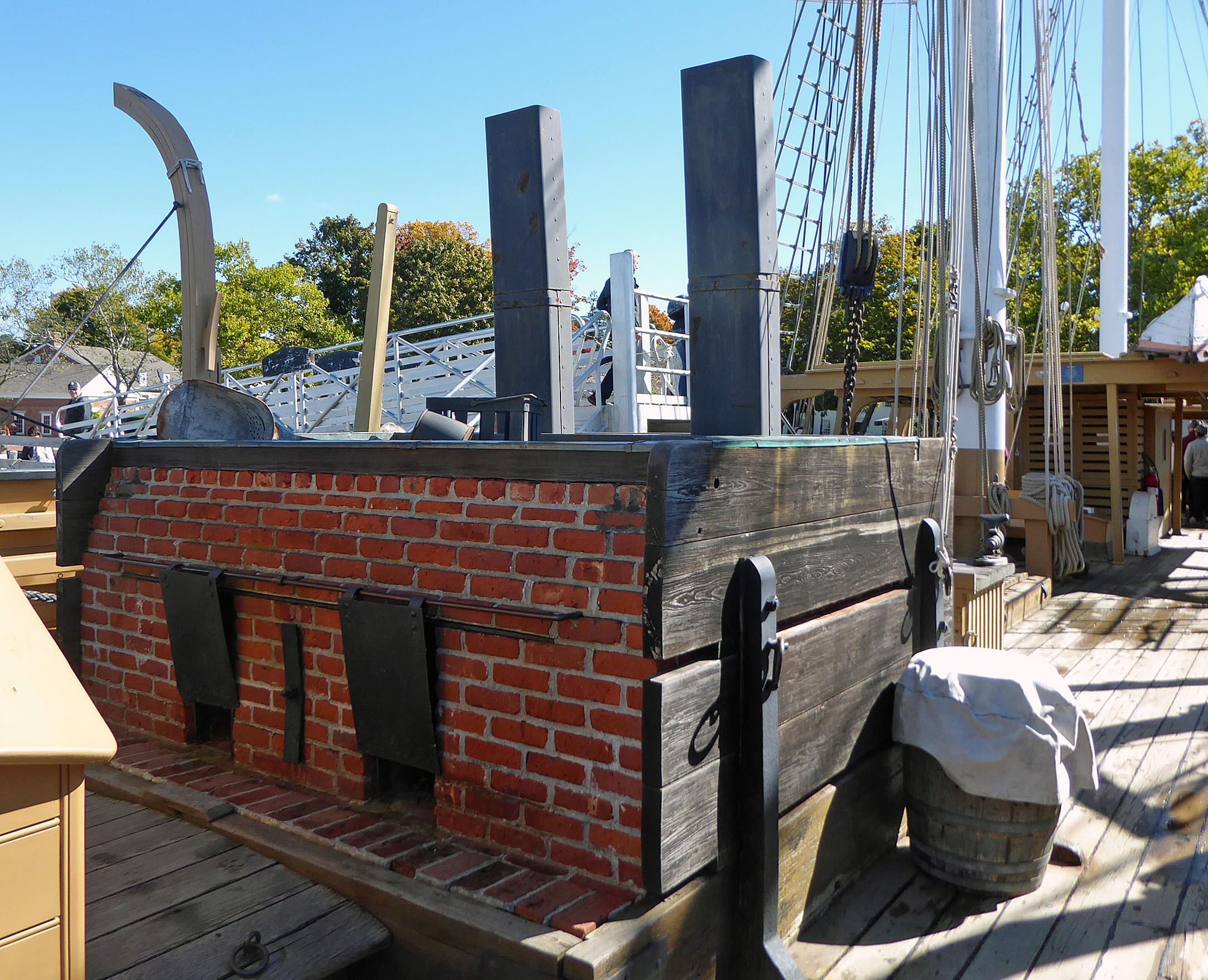
Trankocherei auf Deck der Charles W. Morgan

Nach ihrer Außerdienststellung übernahm Whaling Enshrined, Inc. das Schiff und brachte es nach Round Hill in South Dartmouth, Massachusetts. Im November 1941 verholte die Charles W. Morgan nach Mystic (Connecticut) und kam in ein Sandbett. Ende 1973 wurde sie ins Hebedock des Schifffahrtsmuseums Mystic Seaport geschleppt, um den Schiffsboden zu restaurieren. Sie wurde bis 1974 aufgelegt. Das Museum setzt die Erneuerung ausgedienter Teile aus Originalmaterialien und nach Originalmethoden fort, wie auch während ihrer Dienstjahre geschehen, so dass ein Großteil besonders des Überwasserschiffs im Laufe der Jahre ersetzt wurde. Sie ist heute als Museumsschiff in Mystic zu besichtigen und wurde am 13. November 1966 als National Historic Landmark in das National Register of Historic Places eingetragen. Seit 1979 ist sie Contributing Property des Mystic Bridge Historic District. Entsprechend ihrem Aussehen von 1905 konnte sie dank einer guten Photodokumentation vollständig mit Barktakelage restauriert werden.
2008 bis 2013 wurde das Schiff generalüberholt und wieder seetüchtig gemacht. Im Mai 2014 trat es zu seiner 38. Reise an, die bis Anfang August 2014 in mehrere historische Häfen der Neuengland-Küste führte.